# Język waris
Język waris, także walsa – język papuaski używany w prowincji Sandaun w Papui-Nowej Gwinei (dystrykt Amanab) oraz w prowincji Papua w Indonezji (dystrykt Waris, kabupaten Keerom). Mówi nim 4 tys. osób.
Należy do rodziny języków granicznych. Jest bliski językom imonda i amanab.
Nie istnieje rodzima nazwa tego języka; określenie „waris”, przyjęte w literaturze lingwistycznej, pochodzi od nazwy ośrodka administracyjnego. „Walsa” to miejscowe określenie grupy etnicznej.
Z danych Ethnologue (wyd. 22, 2019) wynika, że pozostaje w powszechnym użyciu w różnych sferach życia. Szeroko znany jest także tok pisin. Historycznie pewną rolę odgrywał język malajski, z którym społeczność Waris miała bliższy kontakt; przynajmniej do lat 80. XX w. malajski wciąż był znany. Na poziomie słownictwa waris wykazuje znaczne wpływy malajskiego.
Pod auspicjami Summer Institute of Linguistics sporządzono skrótowy opis gramatyki waris (1990)  oraz słownik (1986, 2007). Opracowano także zbiór tekstów w tym języku. W piśmiennictwie stosuje się alfabet łaciński.